# 天目西路

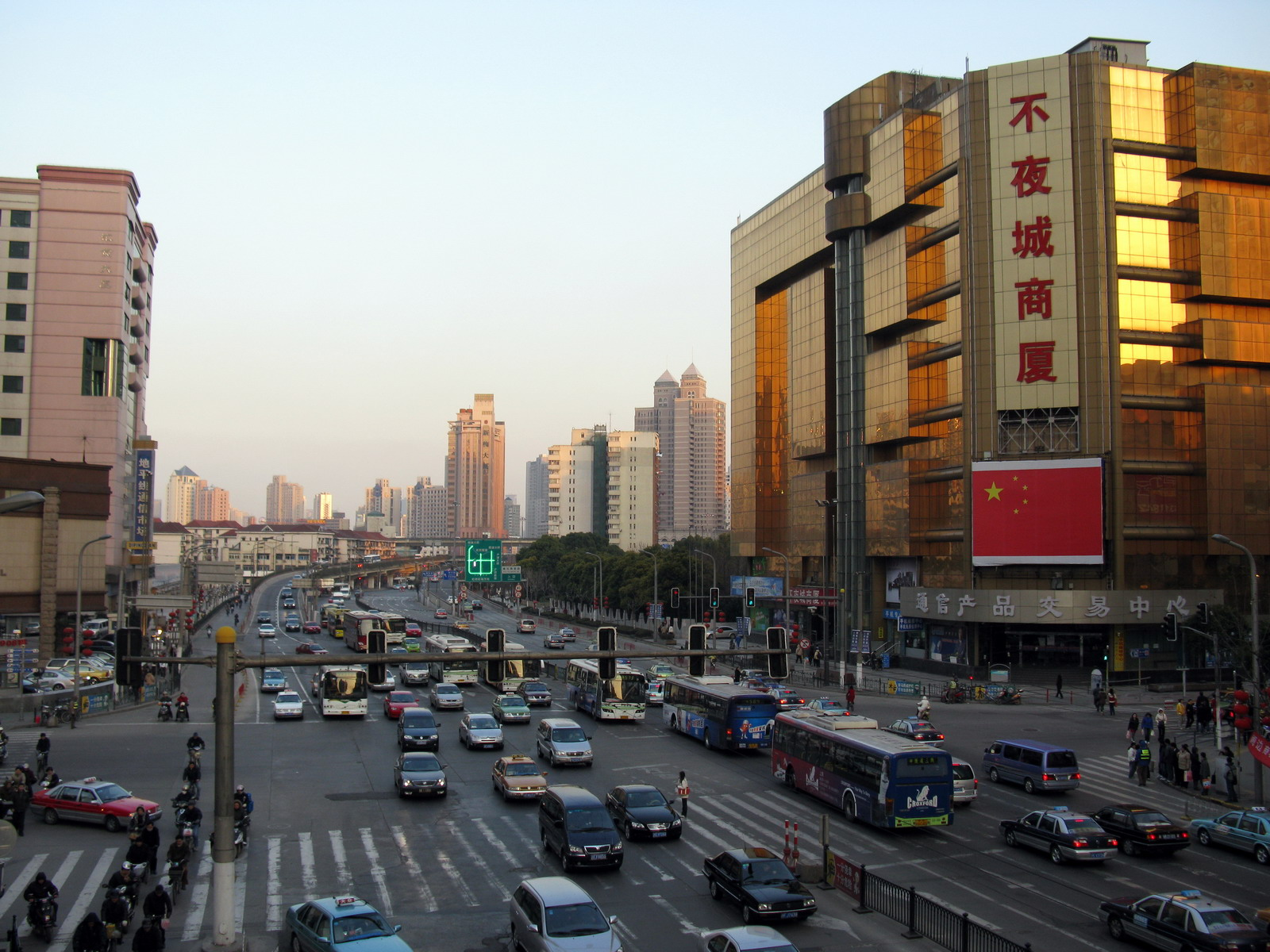
天目西路成都北路方向

天目西路是中国上海市靜安区南部的一条东西向交通干道，东起共和新路，西至苏州河，全长1050米、宽30.5～50米。
天目西路的辟筑始于清朝末年的1908年，闸北市政机构修筑，以此处广东省广州府、肇庆府籍人士公墓的广肇山庄得名广肇路，但是西端仅通至长安路。
1963年，天目路、新民路和广肇路统一以浙江省天目山命名，分别改为天目东路、天目中路和天目西路。天目西路北侧有铁路上海站。

## 交会道路（东向西）
- 共和新路（南北高架路天目中路立交桥）接天目中路
- 大统路
- 华康路
- 梅园路
- 民立路
- 恒丰路
- 长安路
- 接长寿路